# Стефан Каста
Стефан Каста(швед. Stefan Casta, нар. 21 жовтня 1949, Вадстена, Швеція — шведський письменник, журналіст», викладач школи письменницької майстерності Лундського університету.

## Життєпис
Стефан Каста народився в 21 жовтня 1949 року в Вадстені. З 1980 проживає в Сконе. з 1969 року почав працювати журналістом, зокрема на Шведському радіо і телебаченні в Норрчепінгу і Мальме (1970-1981). Потім як позаштатний журналіст і документаліст. Протягом майже 20 років він працював редактором природи у журналі Hemmets.
Стефан Каста зняв кілька фільмів про природу і красоти сільської місцевості Швеції.
З 1984 року цілком присвячує себе літературній діяльності.
2006-2018 - член журі Премії Астрід Ліндґрен

## Творчість
|                 | Бути письменником — означає для мене переміщатися між різними жанрами. Я пишу романи для підлітків, придумую дитячі книжки-картинки й захоплююся non-fiction |
| — Стефан Каста, | |

Метою своєї творчості Стефан Каста вважає написання позавікових книжок і окреслює вік своїх читачів від 4 до 80 років.
Одна з найвідоміших серій Стефана Касти про природу — книги-путівники полями й лісами з Мурашкою Софі. Цього персонажа - провідника по книзі придумав ілюстратор Бу Мосберг.

## Нагороди і відзнаки
- 1996 - Приз Мальме за книгу "Історія футбольного клубу Бобрів"
- 1999 - Августовська премія (Премія імені Августа Стріндберга) за "Прикидаючись мертвим"
- 2000 - премія імені Нільса Хольгерсона за "Прикидаючись мертвим"
- 2001 - Премія "Срібне перо" Німецької медичної асоціації за "Випадок з Мері-Лу"
- 2002 - премія Астрід Ліндгрен
- 2006 - Стипендія Ілони Кохрц Шведської Академії
- 2011 - Літературна премія дитячого радіо за "Зелене коло"
- 2013 - Медаль Карла фон Ліннея за "Гербарій Гумбелла"

## Критика
|                                   | Попри те, що мотиви казок універсальні та позачасові, є ті з них, що насамперед говорять про сьогодення. І книжка Стефана Касти «Магічний пилок» у цьому контексті є казкою 21-го століття — із питаннями глобалізації, споживацтва, збереження живого та розв’язання складних ситуацій мирним шляхом через розмову та взаєморозуміння. |
| — Софія Швагер,літературознавиця, | |

## Переклади українською
- Стефан Каста, Маркус Ґуннар Петтерсон Магічний пилок / текст Стефан Каста, ілюстрації Маркуса Ґуннара Петтерсона / перекл. зі шведської Юлії Юрчук. — Київ: Видавництво,  2019. – 56 с. ISBN 978-966-978-116-1
- Каста Стефан, Моссберґ Бу. Експедиція з мурахою Софі. Досліджуємо природу навколо нас / перекл. зі шведської Мамчур Г. — Київ: Час майстрів,  2019. — 224 с. — ISBN 978-966-915-257-2